# Cydnus archaicus
Odontotarsus archaicus
Espèce
Synonymes
- †Odontotarsus archaicus Meunier, 1915

Cydnus archaicus est une espèce fossile d'insectes hétéroptères (les punaises) de la famille des Cydnidae et du genre Cydnus.

## Classification
L'espèce Cydnus archaicus est décrite en 1915 par le paléontologue belge Fernand Meunier (1868-1926) sous le protonyme Odontotarsus archaicus,. 

### Renommage
En 1937 le paléontologue français Nicolas Théobald (1903-1981), la renomme en Cydnus archaicus et en fait une nouvelle description.

### Fossiles
Selon Paleobiology Database en 2023, deux collections de fossiles sont référencées, toutes les deux de l'Oligocène, une en France et l'autre en Allemagne.
L'holotype, de l'ère Cénozoïque et de l'époque Oligocène inférieur (28,1 à 23,03 Ma), vient d'Aix-en-Provence et est conservé dans les collections de muséum de Marseille. Il est décrit en 1872 par l'entomologiste américain Samuel Hubbard Scudder (1837-1911).
Un paratype, de l'ère Cénozoïque et de l'époque Oligocène supérieur (33,9 à 28,1 Ma), vient de Kleinkembs et conservé au muséum de Bâle (Suisse). Il est décrit en 1937 par le paléontologue français Nicolas Théobald (1903-1981),.

### Étymologie
L'épithète spécifique archaicus signifie en latin « archaïque ».

## Description

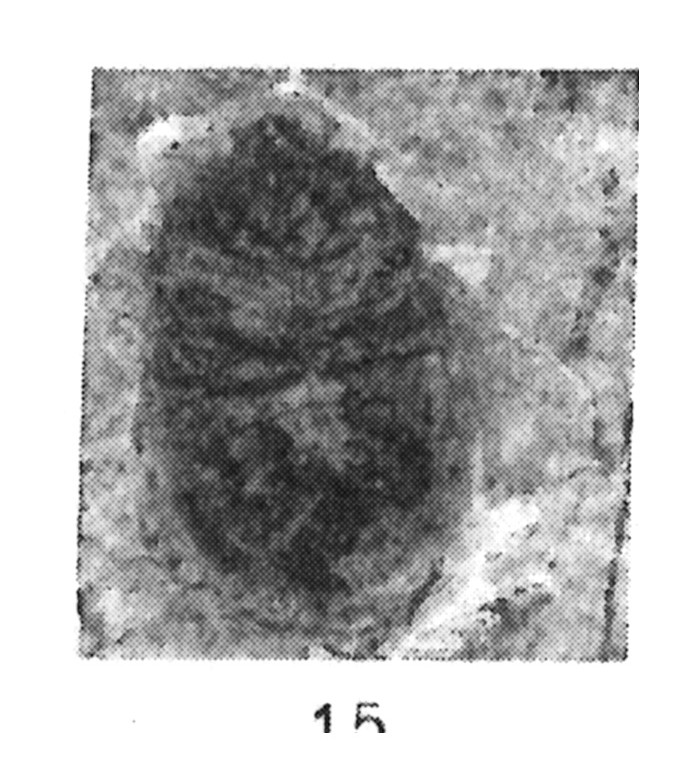
Cydnus archaicus F. Meunier 1937 N. Théobald éch R909 x3 p.250 Pl III Insectes du Sannoisien de Kleinkembs.

### Caractères
La diagnose de Nicolas Théobald en 1937, : 

« Nous décrirons plus loin (p. 358) cette espèce de l'Oligocène d'Aix ; nous y rattachons plusieurs exemplaires des marnes en plaquettes de Kleinkembs. Couleur brune sur tête, thorax et scutellum, brun clair sur les élytres et l'abdomen. Surface de la tête, du thorax et de l'abdomen ornée de ponctuations. Dim. : L. = 7,5 mm. ».

« F. Meunier a décrit sous le nom de Odontotarsus un Insecte venant d'Aix et appartenant en réalité aussi au g. Cydnus. Il suffit d'ailleurs de juxtaposer les fig. 5 (Cydnus brevicollis) et 6 (Odontarsus archaicus) du travail de Meunier pour se rendre compte que les deux Insectes appartiennent au même genre. Dans tous les cas, la fig. 6 ne représente pas un Odontotarsus. Le scutellum y est parfaitement visible, son extrémité laisse libre les deux derniers segments abdominaux, il est de forme subtriangulaire. Les Odontotarsus appartiennent aux Scutelleridae que l'on caractérisent précisément par leur scutellum recouvrant presque tout l'abdomen. Cette espèce se distingue pourtant de Cydnus brevicollis dans lequel la pointe du scutellum ne dépasse pas le troisième segment abdominal, dans C. archaicus, elle atteint le bord supérieur qu quatrième segment. La forme de l'Insecte est également trapue. ».

### Dimensions
La longueur totale du corps est de 7 mm ou 7,5 mm.

### Affinités
« Nous rapprochons de cette forme, l'Insecte figuré pl XXVII, fig I et appartenant à la collection de l'Institut de Géologie de Lyon (A61) L. tot = 6,5 mm, largeur = 4 mm. La couleur est brun-noir sur l'abdomen, brun-fauve sur la tête, le pronotum, l'écusson et les élytres, ces parties portent des ponctuations noires. ».

« Ces insectes ont une forme semblable à celle de Cydnus archaicus d'Aix ; le scutellum est aussi long et dépasse le 4e segment abdominal.
Éch. R 45, 928, 905, 169, 958, 909 (pl. XIX fig. 7), 987, 907, 955, 791. ».

## Biologie
« Le g. Cydnus est cosmopolite. ».

## Galerie

Dessins de quelques fossiles de Cydnus archaicus de Kleinkembs en 1937 selon Nicolas Théobald.
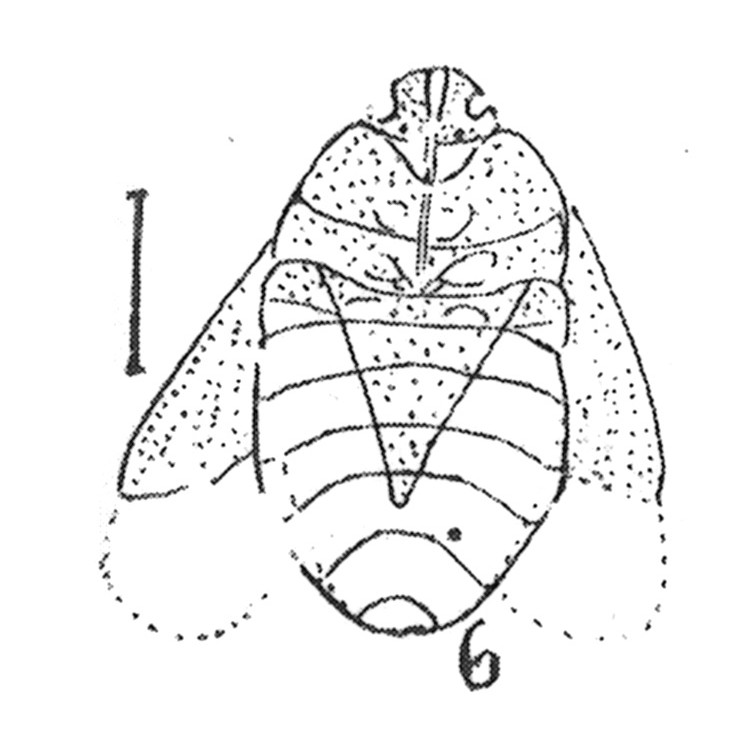
éch. R45 x3,2.
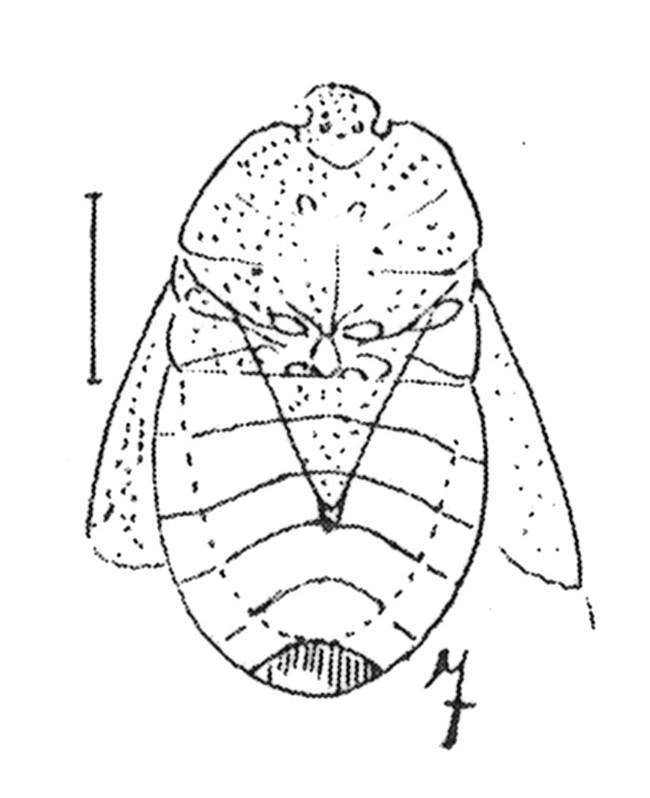
éch. R909 x3,4.

- Cydnus aterrimus - différentes vues.

### Publication originale
- [1915] Fernand Meunier, « Nouvelles recherches sur quelques insectes des Plâtrières d'Aix en Provence », Verhandelingen der Koninklijke Akademie van Wetenschappen te Amsterdam, vol. 18, no 5,‎ 1915, p. 1-17.